# 探索公司

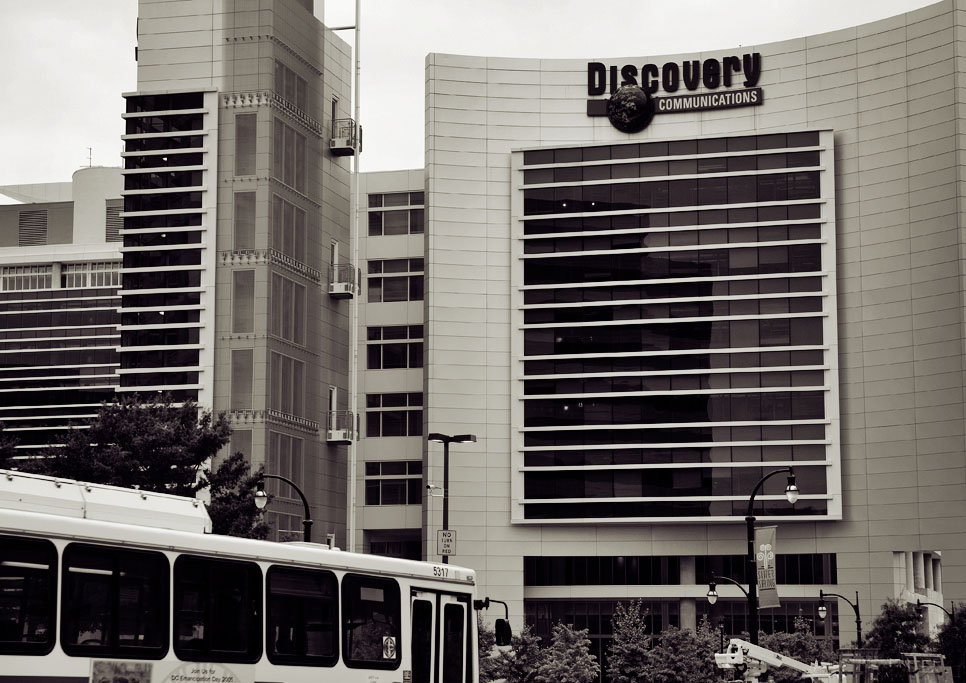
探索傳播总部建筑楼位于馬里蘭州銀泉。

探索公司（Discovery Inc.），原名探索传播（Discovery Communications），是从前美國的一個跨國傳媒和娱乐公司，总部位于馬里蘭州銀泉，其主營業務包括廣播電台、互联网和有線電視，於1985年创立探索頻道。2022年4月8日，探索和华纳兄弟合并组建新公司华纳兄弟探索。
探索傳播在全球涉及的29类网络娱乐品牌中有多于149个频道并涵盖39种语言，覆盖全球超过209个国家的超过18亿收看者。
2017年7月31日探索傳播以現金加股份形式收購同業Scripps Networks，Scripps股东每持有1股股份将获得90美元，其中包括63美元现金和价值27美元的Discovery C类普通股，交易价值约为119亿美元，包括Scripps的债务在内，该交易总价值146亿美元。
2021年5月17日，AT&T宣布将旗下WarnerMedia媒体业务版块剥离，和电视频道Discovery公司合并成立一家新公司。AT&T将会拿到价值430亿美金现金及债权等资产，AT&T的股东占新公司71%的股权，Discovery的股东则拥有剩下29%的股权，新公司合并订阅数为8000万人。合并后的新公司华纳兄弟探索于2022年4月8日正式成立，4月11日新公司开始在纳斯达克交易。